# Gordiya
Gordiya (également nommée Gurdiya et Kurdiyah) et une influente iranienne issue de la noble famille des Mihranides, qui fut d'abord la sœur-épouse du chef militaire Bahram Chobin, puis la femme du dynaste Ispahbodhan Vistahm, et enfin l'épouse du dernier souverain important de l' empire sassanide, Khosro II.

## Contexte
Gordiya était membre de la Maison de Mihran, l'un des Sept grands clans parthes. Le fief de cette famille d'origine parthe était établi autour Rey, au sud de Téhéran, l'actuelle capitale de l'Iran. Son père Bahram Gushnasp (en), était un chef militaire pendant la Guerre Byzantine-Sassanide de 572-591 (en)
et la campagne au Yemen pendant le règne de Khosro Ier (531-579). Son grand-père Glōn Mihrān avait servi comme marzban (c'est-à-dire : général commandant d'une province frontière ou: « margrave ») d' Arménie de 572 à 574. Gordiya avait trois frères et sœurs qui étaient Gorduya, Mardansina et plus particulièrement Bahram Chobin, qu'elle ou Bahram Siyavashan (en) ont épousé On ne sait cependant pas si elle et Bahram Chobin étaient frères et sœurs à part entière.

## Biographie
En 590, Bahram Chobin organise contre les Sassanides, une conspiration qui provoque la Guerre civile Sassanide de 589-591 (en), il contraint le nouvel empereur Khosro II à s'enfuir, et s'empare du pouvoir et du trône. sous le nom de Vahram VI Dès l'année suivante il est vaincu et tué. Peu après l'oncle maternel de Khosrov II, Vistahm se révolte lui aussi contre lui, et établit une principauté comprenant les quarts nord et est du domaine de l'empire. C'est à cette époque qu'il épouse Gordiya, afin de conforter son statut royal. Sa rébellion, tourne également court et selon certain récit, il est tué par son vassal Hephthalite Pariowk, toutefois une version alternative, indique que c'est Gordiya elle-même qui le tue après avoir reçu une promesse de mariage de Khosrov II.
L'historien du IXe siècle Al-Dinawari indique qu'un fils de Gordiya et Khosrov II, dénommé Javanshir, règne brièvement come souverain de l'Iran en 630. Ce roi putatif demeure obscure car aucun de ses émissions monétaires n'a été retrouvée.

## Sources
- Muhammad ibn Jarir al-Tabari, The History of Al-Ṭabarī., vol. 40 vols., Albany, NY, Ehsan Yar-Shater, 1985–2007
- (en) Maria Brosius, « Women i. In Pre-Islamic Persia », London et al.
- Parvaneh Pourshariati, Decline and Fall of the Sasanian Empire: The Sasanian-Parthian Confederacy and the Arab Conquest of Iran, London and New York, I.B. Tauris, 2008 (ISBN 978-1-84511-645-3, lire en ligne)
- (en) A. Sh. Shahbazi, « Bahrām VI Čōbīn », London et al., 1988, p. 514–522
- (en) A. Sh. Shahbazi, « Besṭām o Bendōy », 1989, p. 180–182